# Ploemeur
Ploemeur település Franciaországban, Morbihan megyében. Lakosainak száma 18 873 fő (2022. január 1.). Ploemeur Quéven, Lorient, Larmor-Plage és Guidel községekkel határos.

## Népesség
A település népességének változása:
| Lakosok száma | 7089 | 13 455 | 17 637 | 18 455 | 18 039 | 17 847 | 17 853 | 17 778 | 18 537 | 18 873 |
|               | 1968 | 1982   | 1990   | 2006   | 2013   | 2015   | 2017   | 2019   | 2020   | 2022   |